# 연 (음악 그룹)
연(淵)은 2020년 싱글 《여름 이야기》로 데뷔한 대한민국의 음악 그룹이다.

## 음반
- 여름 이야기 (2020)
- PAINTING (2021)